# Ромни-Марш

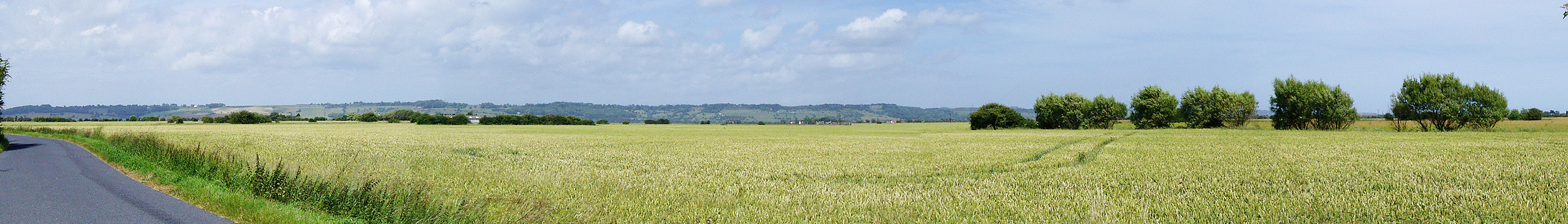
Пейзаж Ромни-Марш

Ромни-Марш (англ. Romney Marsh) — болотистая местность в Юго-Восточной Англии, в графствах Кент и Восточный Суссекс. Её площадь составляет около 100 квадратных миль (260 км²). На краю этой местности расположены города Нью-Ромни и Рай.
Этот регион издавна использовался для выпаса овец, там была выведена порода овец ромни-марш. 
Население этой местности страдало от малярии вплоть до XVIII века.
Ричард Бархэм писал с юмором: Мир, согласно лучшим географам, делится на Европу, Азию, Африку, Америку и Ромни-Марш. Поэтому Ромни-Марш в шутку называют пятым континентом.
Эту малодоступную местность в XVII—XVIII веках активно использовали контрабандисты.